# Szentléleki-patak
A Szentlélek-patak, vagy más néven Szent János-patak, a Visegrádi-hegységet délnyugati irányból határoló vízfolyás.

## Leírása, története
Földrajzi értelemben ez a patak képezi a két hegység határvonalát.
A mérsékelten vízhiányos területnek minősülő Pilis hegyeiből vezeti le a csapadékvizeket. Árvizek általában egy-egy nagyobb nyári eső idején keletkezhetnek, a kisvizek itt is ősszel gyakoribbak. A vízminőség a magasabban fekvő területeken II., lejjebb III. osztályú.
A Szentléleki-patak völgye már az őskortól lakott volt. Az itt található barlangok az Árpád-korban a pilisi remeték lakhelyei voltak.
Ebben a völgyben fekszik Pilisszentlélek.